# Villa Serventi
Villa Serventi è una storica dimora di Roma, sita nel quartiere Prenestino-Labicano, nell'area del Pigneto.

## Storia
La storia dei luoghi che circondano l'attuale Villa Serventi è assai frastagliata e di difficile interpretazione. Un tempo la zona in questione era in parte di proprietà della famiglia degli Anguillara e in parte della congregazione dei Certosini di Santa Maria degli Angeli.
Notizie più certe si hanno a partire dal 1763 quando Marco Antonio Noccioli per necessità finanziarie vendette la vigna e il casino a Francesco Antonio Lepri, figlio di Giovanni nativo Bevagna. La famiglia Lepri rimase proprietaria della vigna e del casino fino al marzo del 1810, anno in cui Cristiano Lepri (figlio minore del suddetto Francesco Antonio) se ne separerà in favore di Pietro Serventi, figlio di Mariano nato Romano.

## Descrizione
La villa, o più propriamente il casino nobile, ha il suo prospetto principale in direzione di via del Pigneto. Tale prospetto appare molto semplice e lineare, mosso solo da una doppia rampa di scale dalle quali si accede al portone di ingresso; sino alla fine degli anni '40, l'accesso principale della villa era aperto su questo fronte, costeggiato da un lungo viale alberato oggi ridotto a pochi metri.
Il prospetto verso la via Casilina, oggi considerato l'accesso principale, è più mosso ed articolato; da un'attenta lettura è ancora possibile constatare la presenza di due corpi laterali aggettanti rispetto al prospetto; la facciata è decorata da nicchie con statue di fattura recente e da numerosi reperti antichi quali stemmi ed iscrizioni. Sul fianco destro, benché si trovi in pessimo stato di conservazione, è riconoscibile un affresco con una veduta della campagna romana. Sul fianco sinistro è addossata la cappella o oratorio.
Il parco che oggi si estende per poco più di un ettaro e mezzo presenta elementi tipici dei giardini formali commisti a sovrapposizioni più tarde di stampo paesaggista.